# Javarustunturi
Javarustunturi är en kulle i Finland.   Den ligger i den ekonomiska regionen  Östra Lapplands ekonomiska region  och landskapet Lappland, i den norra delen av landet, 800 km norr om huvudstaden Helsingfors. Toppen på Javarustunturi är 351 meter över havet.
Terrängen runt Javarustunturi är huvudsakligen lite kuperad. Runt Javarustunturi är det mycket glesbefolkat, med 2 invånare per kvadratkilometer. Närmaste större samhälle är Pyhäjärvi, 17,6 km norr om Javarustunturi. 